# Bål (dryck)
Bål är en dryck som består av en sammansättning av flera drycker. Vanligtvis blandas en alkoholhaltig dryck av spritkaraktär med en lättare läskedryck och eventuellt fruktdryck. Den serveras oftast vid festligheter med många deltagare såsom studentmottagningar och bröllop.